# Jaroslav Vlček (politik)
Jaroslav Vlček (* 18. září 1952) je bývalý český politik, v 90. letech 20. století předseda Strany zelených a poslanec České národní rady a Poslanecké sněmovny za koalici Liberálně sociální unie, později za ČSSD.

## Biografie
V letech 1990–1991 působil jako vedoucí Úřadu vlády České republiky. Rezignoval na vlastní žádost v červnu 1991. Zabýval se tématy jako lustrace bývalých členů Státní bezpečnosti a odškodnění občanů Československa poškozených pobytem okupačních vojsk po roce 1968. Na sjezdu Strany zelených v září 1992 byl zvolen jejím předsedou.
Ve volbách v roce 1992 byl zvolen do České národní rady na kandidátní listině koalice LSU, do níž Strana zelených přistoupila (volební obvod Východočeský kraj).
Od vzniku samostatné České republiky v lednu 1993 byla ČNR transformována na Poslaneckou sněmovnu Parlamentu České republiky. V ní setrval do konce funkčního období, tedy do voleb v roce 1996. Byl členem výboru pro obranu a bezpečnost. V poslaneckém klubu LSU zasedal do března 1994, pak po odchodu Strany zelených z LSU byl nezařazeným poslancem a od listopadu 1995 přešel do klubu ČSSD. V rámci Strany zelených prosazoval po roce 1992 užší spolupráci s ČSSD. Jeho předsednické období ve straně nebylo úspěšné, protože voliče a členskou základnu neoslovil svým důrazem na branně-bezpečnostní tematiku namísto témat ekologických. V listopadu 1993 Strana opustila Liberálně sociální unii a působila jako samostatný parlamentní subjekt, ale v komunálních volbách roku 1994 neuspěla. Kritika Vlčkova předsednictví pak dále narostla. K říjnu 1995 Vlček na post v čele strany rezignoval a spolu se skupinou svých stoupenců pak přešel do ČSSD. Strana zelených v jeho osobě ztratila posledního zástupce v poslanecké sněmovně.
V komunálních volbách roku 1994 kandidoval neúspěšně za Stranu zelených do zastupitelstva města Praha.
V roce 1998 byl jedním z aktérů takzvané Bamberské aféry v ČSSD, kdy se účastnil schůzek mezi špičkami sociální demokracie podnikatelem Janem Vízkem v německém Bambergu. Později tvrdil Vlček, že na schůzce se mělo jednat o obsazení postů ve státní správě lidmi okolo Vízka výměnou za finanční dary pro stranu. Vedení ČSSD ale popřelo, že by na tuto nabídku reagovalo.